# 上裏

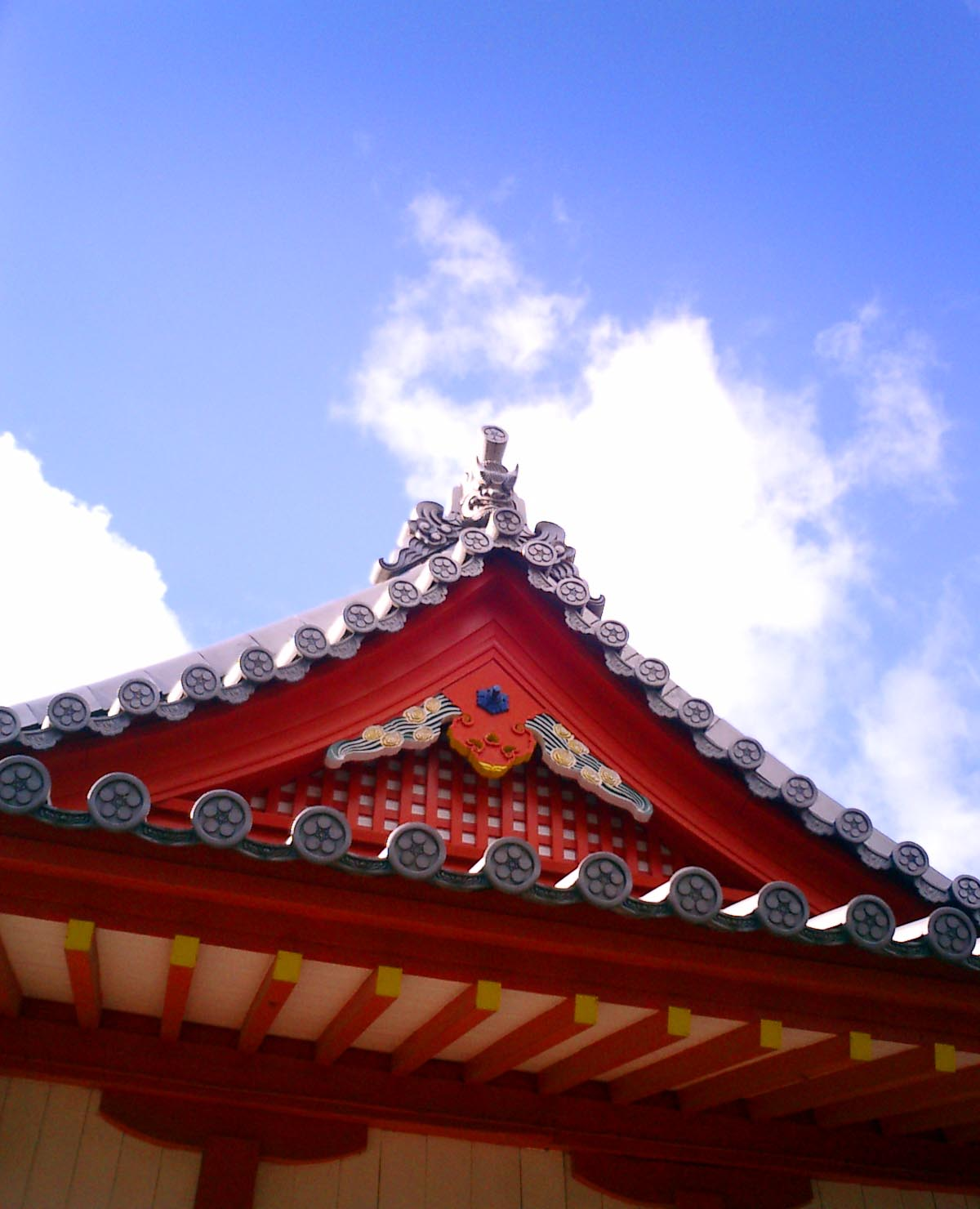
上裏の一例

上裏（あげうら）は、上方に存在し見上げることのできる部分のことを指す。
例えば、階段や庇（ひさし）などの裏面（下側）などがある。